# Liste der PSLV-Raketenstarts

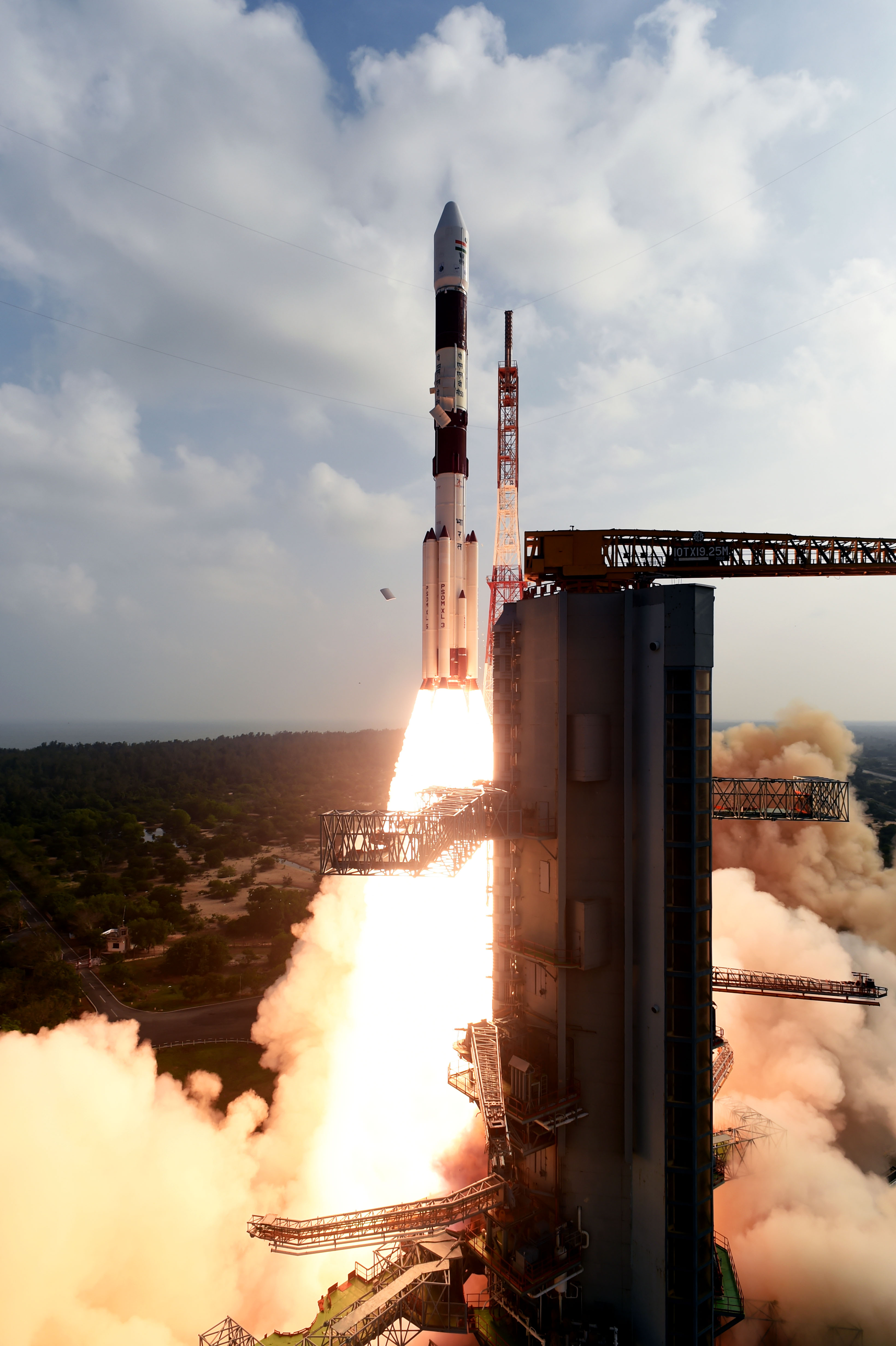
Start einer PSLV-C-Rakete am 17. Dezember 2020

Die Liste der PSLV-Raketenstarts gibt einen Überblick über alle durchgeführten Starts des indischen Polar Satellite Launch Vehicle (PSLV). Diese Rakete wird vom FLP (First Launch Pad) oder dem SLP (Second Launch Pad) des Satish Dhawan Space Centre im Bundesstaat Andhra Pradesh gestartet und kann bis zu 1750 kg in einen 600 Kilometer hohen sonnensynchronen Orbit bringen.
Die Seriennummer C13 wurde auf Grund der in Indien verbreiteten Triskaidekaphobie ausgelassen.

## PSLV-Varianten
Stand: 30. Juni 2025
Bisher wurden 62 Starts durchgeführt, davon waren 59 ein Erfolg, einer ein Teilerfolg und zwei ein Fehlschlag, was einer durchschnittlichen Zuverlässigkeit von etwa 95 % entspricht.
| Version            | PSLV-G             | PSLV-G             | PSLV-G             | PSLV-CA        | PSLV-XL          | PSLV-DL         | PSLV-QL       |
| Version            | PSLV (1)           | PSLV (2)           | PSLV (3)           | PSLV-CA        | PSLV-XL          | PSLV-DL         | PSLV-QL       |
| ------------------ | ------------------ | ------------------ | ------------------ | -------------- | ---------------- | --------------- | ------------- |
| Erster Flug        | 20. September 1993 | 29. September 1997 | 12. September 2002 | 23. April 2007 | 22. Oktober 2008 | 24. Januar 2019 | 1. April 2019 |
| Anzahl der Flüge   | 3                  | 3                  | 6                  | 18             | 27               | 4               | 2             |
| Erfolgreiche Flüge | 2                  | 2                  | 6                  | 18             | 25               | 4               | 2             |
| Fehlstarts         | 1                  | 0                  | 0                  | 0              | 2                | 0               | 0             |
| Teilerfolge        | 0                  | 1                  | 0                  | 0              | 0                | 0               | 0             |
| Letzter Flug       | 21. März 1996      | 22. Oktober 2001   | 26. September 2016 | im Einsatz     | im Einsatz       | im Einsatz      | im Einsatz    |

## Startliste
Stand der Liste: 30. Juni 2025
| Datum (UTC) | Typ | Flug- Nr. | Start- platz | Nutzlast | Art der Nutzlast | Nutzlast- masse | Orbit 1 | Anmerkungen |
| 1993 – 1994 – 1996 – 1997 – 1999 – 2001 – 2002 – 2003 – 2005 – 2007 – 2008 – 2009 – 2010 – 2011 – 2012 – 2013 – 2014 – 2015 – 2016 – 2017 – 2018 – 2019 – 2020 – 2021 – 2022 – 2023 – 2024 – 2025 | 1993 – 1994 – 1996 – 1997 – 1999 – 2001 – 2002 – 2003 – 2005 – 2007 – 2008 – 2009 – 2010 – 2011 – 2012 – 2013 – 2014 – 2015 – 2016 – 2017 – 2018 – 2019 – 2020 – 2021 – 2022 – 2023 – 2024 – 2025 | 1993 – 1994 – 1996 – 1997 – 1999 – 2001 – 2002 – 2003 – 2005 – 2007 – 2008 – 2009 – 2010 – 2011 – 2012 – 2013 – 2014 – 2015 – 2016 – 2017 – 2018 – 2019 – 2020 – 2021 – 2022 – 2023 – 2024 – 2025 | 1993 – 1994 – 1996 – 1997 – 1999 – 2001 – 2002 – 2003 – 2005 – 2007 – 2008 – 2009 – 2010 – 2011 – 2012 – 2013 – 2014 – 2015 – 2016 – 2017 – 2018 – 2019 – 2020 – 2021 – 2022 – 2023 – 2024 – 2025 | 1993 – 1994 – 1996 – 1997 – 1999 – 2001 – 2002 – 2003 – 2005 – 2007 – 2008 – 2009 – 2010 – 2011 – 2012 – 2013 – 2014 – 2015 – 2016 – 2017 – 2018 – 2019 – 2020 – 2021 – 2022 – 2023 – 2024 – 2025                                                                                | 1993 – 1994 – 1996 – 1997 – 1999 – 2001 – 2002 – 2003 – 2005 – 2007 – 2008 – 2009 – 2010 – 2011 – 2012 – 2013 – 2014 – 2015 – 2016 – 2017 – 2018 – 2019 – 2020 – 2021 – 2022 – 2023 – 2024 – 2025 | 1993 – 1994 – 1996 – 1997 – 1999 – 2001 – 2002 – 2003 – 2005 – 2007 – 2008 – 2009 – 2010 – 2011 – 2012 – 2013 – 2014 – 2015 – 2016 – 2017 – 2018 – 2019 – 2020 – 2021 – 2022 – 2023 – 2024 – 2025 | 1993 – 1994 – 1996 – 1997 – 1999 – 2001 – 2002 – 2003 – 2005 – 2007 – 2008 – 2009 – 2010 – 2011 – 2012 – 2013 – 2014 – 2015 – 2016 – 2017 – 2018 – 2019 – 2020 – 2021 – 2022 – 2023 – 2024 – 2025 | 1993 – 1994 – 1996 – 1997 – 1999 – 2001 – 2002 – 2003 – 2005 – 2007 – 2008 – 2009 – 2010 – 2011 – 2012 – 2013 – 2014 – 2015 – 2016 – 2017 – 2018 – 2019 – 2020 – 2021 – 2022 – 2023 – 2024 – 2025 |
| 1993 | 1993 | 1993 | 1993 | 1993 | 1993 | 1993 | 1993 | 1993 |
| --- | --- | --- | --- | --- | --- | --- | --- | --- |
| 20. Sep. 1993 05:12 | PSLV (1) | D1 | SHAR FLP | IRS-1E (IRS-P1) | Erdbeobachtungssatellit | 845 kg | SSO | Fehlschlag Absturz durch Fehler im Lageregelungssystem |
| 1994 | | | | | | | | |
| 15. Okt. 1994 05:05 | PSLV (1) | D2 | SHAR FLP | IRS-P2 | Erdbeobachtungssatellit | 870 kg | SSO | Erfolg |
| 1996 | | | | | | | | |
| 21. März 1996 04:53 | PSLV (1) | D3 | SHAR FLP | IRS-P3 | Erdbeobachtungssatellit | 930 kg | SSO | Erfolg |
| 1997 | | | | | | | | |
| 29. Sep. 1997 04:47 | PSLV (2) | C1 | SHAR FLP | IRS-1D | Erdbeobachtungssatellit | 1200 kg | SSO | Teilerfolg Satellit wird in eine suboptimale Umlaufbahn gebracht, welche er selbst korrigieren musste.                                                                                            |
| 1999 | | | | | | | | |
| 26. Mai 1999 06:22 | PSLV (2) | C2 | SHAR FLP | OceanSat-1 (IRS-P4) DLR-TUBSAT KitSat-3 | Erdbeobachtungssatellit Technologieerprobungssatellit | 1036 kg 44,8 kg 107 kg | SSO | Erfolg |
| 2001 | | | | | | | | |
| 22. Okt. 2001 04:53 | PSLV (2) | C3 | SHAR FLP | TES Proba BIRD | 3 Technologieerprobungssatelliten | 1108 kg 94 kg 92 kg | SSO | Erfolg |
| 2002 | | | | | | | | |
| 12. Sep. 2002 10:25 | PSLV (3) | C4 | SHAR FLP | METSAT-1 (Kalpana-1) | Wettersatellit | 1060 kg | GTO | Erfolg |
| 2003 | | | | | | | | |
| 17. Okt. 2003 04:54 | PSLV (3) | C5 | SHAR FLP | ResourceSat-1 (IRS-P6) | Erdbeobachtungssatellit | 1360 kg | SSO | Erfolg |
| 2005 | | | | | | | | |
| 5. Mai 2005 04:44 | PSLV (3) | C6 | SHAR SLP | CartoSat-1 (IRS-P5) HAMSAT | Erdbeobachtungssatellit Amateurfunksatellit | 1560 kg 42,5 kg | SSO | Erfolg |
| 2007 | | | | | | | | |
| 10. Jan. 2007 03:53 | PSLV (3) | C7 | SHAR FLP | Cartosat-2 SRE-1 / LAPAN-TUBSAT Pehuensat-1 | Erdbeobachtungssatellit Wiedereintrittskapsel Amateurfunk/Technologieerprobung | 680 kg 550 kg 56 kg 6 kg | SSO LEO (polar) LEO (polar) LEO (polar) | Erfolg |
| 23. April 2007 10:00 | PSLV-CA | C8 | SHAR SLP | AGILE AAM | Gammaastronomiesatellit Technologieerprobungssatellit | 352 kg 185 kg | LEO | Erfolg |
| 2008 | | | | | | | | |
| 21. Jan. 2008 03:45 | PSLV-CA | C10 | SHAR FLP | TechSAR 1 | Radaraufklärungssatellit | 300 kg | LEO | Erfolg |
| 28. April 2008 03:53:51 | PSLV-CA | C9 | SHAR SLP | Cartosat-2A IMS-1 CanX-2 CanX-6 CUTE-1.7 + APD II SEEDS 2 Delfi-C3 AAU-CubeSat 2 COMPASS-1 Rubin 8 | Erdbeobachtungssatellit Technologieerprobungssatellit Amateurfunksatellit Satellitenkommunikationsnutzlast | 690 kg 83 kg 3,5 kg 6,5 kg 5 kg 1 kg 3 kg 1 kg 1 kg 7 kg | SSO | Erfolg |
| 22. Okt. 2008 00:52:11 | PSLV-XL | C11 | SHAR SLP | Chandrayaan-1 | Mondsonde | 1380 kg 29 kg | GTO | Erfolg |
| 2009 | | | | | | | | |
| 20. April 2009 01:15 | PSLV-CA | C12 | SHAR SLP | RISAT-2 ANUSAT | Erdbeobachtungssatellit Technologieerprobungssatellit | 300 kg 50 kg | LEO | Erfolg |
| 23. Sep. 2009 06:21 | PSLV-CA | C14 | SHAR FLP | OceanSat-2 UWE-2 SwissCube-1 BeeSat ITU-pSat Rubin 9.1 Rubin 9.2 | Erdbeobachtungssatellit Technologieerprobung/Kommunikation Erdbeobachtung/Ausbildung Technologieerprobung/Ausbildung Technologieerprobungssatellit Technologieerprobung/AIS Technologieerprobungssatellit/AIS | 960 kg 1 kg 1 kg 1 kg 1 kg 8 kg 8 kg | SSO | Erfolg |
| 2010 | | | | | | | | |
| 12. Juli 2010 03:52 | PSLV-CA | C15 | SHAR FLP | Cartosat-2B Alsat-2A STUDSAT AISSat-1 TIsat-1 | Erdbeobachtungssatellit Technologieerprobung | 1060 kg 117 kg 1 kg 6 kg 1 kg | SSO | Erfolg |
| 2011 | | | | | | | | |
| 20. April 2011 04:42 | PSLV (3) | C16 | SHAR FLP | ResourceSat-2 X-Sat / Youthsat | Erdbeobachtungssatellit Forschungssatellit Technologieerprobung/Erdbeobachtung | 1206 kg 105 kg 92 kg | SSO | Erfolg |
| 15. Juli 2011 11:18 | PSLV-XL | C17 | SHAR SLP | GSAT-12 | Telekommunikationssatellit | 1410 kg | GTO | Erfolg |
| 12. Okt. 2011 05:30 | PSLV-CA | C18 | SHAR FLP | / Megha-Tropiques VesselSat 1 Jugnu SRMSAT | Erdbeobachtungssatellit Kommunikationssatellit Forschungssatellit | ~1000 kg 29 kg 4 kg 10 kg | LEO | Erfolg |
| 2012 | | | | | | | | |
| 26. April 2012 00:15 | PSLV-XL | C19 | SHAR FLP | RISAT-1 | Fernerkundungssatellit | 1858 kg | SSO | Erfolg |
| 9. Sep. 2012 04:23 | PSLV-CA | C21 | SHAR FLP | SPOT-6 Protieres | Fernerkundungssatellit Technologieerprobungssatellit | 800 kg 15 kg | SSO | Erfolg |
| 2013 | | | | | | | | |
| 25. Feb. 2013 12:31 | PSLV-CA | C20 | SHAR FLP | / SARAL Sapphire NEOSSat UniBRITE TUGsat 1 AAUSAT-3 STRaND 1 | Erdbeobachtungssatellit Weltraumüberwachungssatellit Astronomiesatellit Technologieerprobungssatellit/AIS Technologieerprobungssatellit | 350 kg 148 kg 74 kg 14 kg 14 kg 3 kg 6 kg | LEO | Erfolg |
| 1. Juli 2013 18:11 | PSLV-XL | C22 | SHAR FLP | IRNSS-1A | Navigationssatellit | 1425 kg | GTO | Erfolg |
| 5. Nov. 2013 09:08 | PSLV-XL | C25 | SHAR FLP | Mars Orbiter Mission | Marssonde | 1340 kg | Mars-Fluchtbahn | Erfolg |
| 2014 | | | | | | | | |
| 4. April 2014 11:44 | PSLV-XL | C24 | SHAR FLP | IRNSS 1B | Navigationssatellit | 1432 kg | GTO | Erfolg |
| 30. Juni 2014 04:22 | PSLV-CA | C23 | SHAR FLP | SPOT 7 AISat CanX-4 CanX-5 VELOX-1, -P3 | Erdbeobachtungssatellit Kommunikationssatellit Weltraumteleskop Technologieerprobungssatelliten | 710 kg 14 kg 15 kg 15 kg 7 kg | LEO | Erfolg |
| 15. Okt. 2014 20:02 | PSLV-XL | C26 | SHAR FLP | IRNSS 1C | Navigationssatellit | 1425.4 kg | GTO | Erfolg |
| 2015 | | | | | | | | |
| 28. März 2015 11:49 | PSLV-XL | C27 | SHAR SLP | IRNSS 1D | Navigationssatellit | 1425 kg | GTO | Erfolg |
| 10. Juli 2015 16:28 | PSLV-XL | C28 | SHAR FLP | DMC3 DeorbitSail-1 CBNT-1 | 3 Erdbeobachtungssatelliten Technologieerprobungssatellit | 1341 kg 7 kg 91 kg | GTO | Erfolg |
| 28. Sep. 2015 04:30 | PSLV-XL | C30 | SHAR FLP | ASTROSAT LAPAN-A2 exactView 9 4× Lemur-2 | Röntgensatellit und Weltraumobseravatorium Erdbeobachtungs- und Amateurfunksatellit AIS-Satellit Erdbeobachtungs- und AIS-Satelliten | 1513 kg 76 kg 14 kg 4 × 4,6 kg | LEO | Erfolg |
| 16. Dez. 2015 12:30 | PSLV-CA | C29 | SHAR FLP | TeLEOS 1 Velox-CI VELOX-II Kent Ridge 1 Galassia Athenoxat-1 | Erdbeobachtungssatellit Erdbeobachtungssatellit/ Technologieerprobungssatellit Erdbeobachtungssatellit Technologieerprobungssatellit | 400 kg 123 kg 13 kg 78 kg 3,4 kg 1,7 kg | LEO | Erfolg |
| 2016 | | | | | | | | |
| 20. Jan. 2016 04:01 | PSLV-XL | C31 | SHAR SLP | IRNSS 1E | Navigationssatellit | 1425 kg | GTO | Erfolg |
| 10. März 2016 10:31 | PSLV-XL | C32 | SHAR SLP | IRNSS 1F | Navigationssatellit | 1425 kg | GTO | Erfolg |
| 28. April 2016 07:20 | PSLV-XL | C33 | SHAR FLP | IRNSS 1G | Navigationssatellit | 1425 kg | GTO | Erfolg |
| 22. Juni 2016 03:55 | PSLV-XL | C34 | SHAR SLP | Cartosat-2C BIROS LAPAN-A3 SkySat 3 M3MSat GHGSat-D Flock-2p Sathyabamasat Swayam | Erdbeobachtungssatellit Technologieerprobungssatellit Erdbeobachtungssatellit 12 Erdbeobachtungssatelliten Erdbeobachtungssatellit Amateurfunksatellit | 727,5 kg 130 kg 120 kg 110 kg 85 kg 25,5 kg 12 × 4,7 kg 1,5 kg 1 kg | SSO | Erfolg |
| 26. Sep. 2016 03:42 | PSLV (3) | C35 | SHAR FLP | SCATSAT-1 Alsat-1B/-2B Alsat-1N BlackSky Pathfinder 1 Pratham PISat CanX-7 | Erdbeobachtungssatellit Erdbeobachtungssatelliten Technologieerprobungssatellit Erdbeobachtungssatellit Technologieerprobungssatellit | 377 kg 103 kg/110 kg 4 kg 44 kg 10 kg 5,25 kg 3,5 kg | LEO / SSO / GTO | Erfolg |
| 7. Dez. 2016 04:55 | PSLV-XL | C36 | SHAR FLP | ResourceSat-2A | Erdbeobachtungssatellit | 1235 kg | SSO | Erfolg |
| 2017 | | | | | | | | |
| 15. Feb. 2017 03:58 | PSLV-XL | C37 | SHAR FLP | Cartosat-2D INS 1A, INS 1B Flock 3p 1-88 (Dove) Lemur-2 22–29 PEASSS DIDO 2 BGUSat Al-Farabi 1 Nayif 1 | Erdbeobachtungssatellit Technologieerprobungssatelliten 88 Erdbeobachtungssatelliten 8× Meteorologie, AIS Technologieerprobungssatellit Forschungssatellit Technologieerprobungssatelliten Technologieerprobung/Ausbildung | 714 kg 8,4 kg/9,7 kg je 4,7 kg je 4,6 kg 3 kg 4,2 kg 4,3 kg 1,7 kg 1,1 kg | SSO | Erfolg Rekordzahl von insgesamt 104 Satelliten, die gleichzeitig ins All gebracht wurden. |
| 23. Juni 2017 03:59 | PSLV-XL | C38 | SHAR FLP | Cartosat-2E CE-SAT 1 NIUSAT Max Valier Sat Pegasus (QB50) Compass-2 (QB50) Venta-1 CICERO-6 Lemur-2 34–41 Pacsicsat 3 Diamonds InflateSail (QB50) UCLSat (QB50) LituanicaSAT-2 (QB50) Ursa Maior (QB50) NUDTSat (QB50) VZLUSat-1 (QB50) D-Sat Aalto-1 Robusta-1B SUCHAI-1 skCUBE | Erdbeobachtungssatellit Technologieerprobungssatellit Erdbeobachtungssatellit Röntgen- und Amateurfunksatellit Thermosphärenforschung Technologieerprobungssatellit AIS-Satellit Technologieerprobungssatellit 8 Cubesats (AIS, Erdbeobachtung) Technologieerprobungssatellit 3 Cubesats (Kommunikation) Technologieerprobungssatellit Thermosphärenforschung Technologieerprobungssatellit Thermosphärenforschung Ionosphärenforschung Thermosphärenforschung Technologieerprobungssatellit Erdbeobachtungssatellit Technologieerprobungssatellit Ionosphärenforschung Technologieerprobungssatellit | 712 kg ~50 kg 15 kg 2 kg 4 kg 5 kg ~10 kg je 4,6 kg 1 kg je 6 kg 3,2 kg 2 kg 4 kg 2 kg 4,5 kg 3,9 kg 1 kg                                                                                         | SSO | Erfolg |
| 31. Aug. 2017 13:30 | PSLV-XL | C39 | SHAR SLP | IRNSS-1H | Navigationssatellit | 1425 kg | GTO | Fehlschlag Nutzlastverkleidung löste sich nicht von der letzten Raketenstufe. |
| 2018 | | | | | | | | |
| 12. Jan. 2018 03:59 | PSLV-XL | C40 | SHAR FLP | Cartosat-2F Microsat-TD INS-1C LEO Vantage 1 Carbonite 2 ICEYE X1 Arkyd 6A CICERO-7 4 × Lemur-2 4 × Flock-3p’ Landmapper BC3 v2 Spacebee 1–4 DemoSat 2 GeoStare (Tyvak 61C) MicroMAS 2a Fox-1D PicSat CNUSail 1 Canyval-X KAUSat 5 Sigma (Khusat-03) STEP Cube Lab               | Erdbeobachtungssatellit Technologieerprobung/Erdbeobachtung Technologieerprobung/Kommunikation Erdbeobachtungssatellit Technologieerprobungssatellit Erdbeobachtungssatellit Meteorologie, AIS Erdbeobachtungssatelliten Erdbeobachtungssatellit Technologieerprobung/Kommunikation Technologieerprobung/Erdbeobachtung Technologieerprobung/Kommunikation Technologieerprobung/Astronomie Amateurfunksatellit Astronomiessatellit Technologieerprobungssatellit 2 Technologieerprobungssatelliten Erdbeobachtungssatellit Technologieerprobungssatellit                                              | 710 kg ~ 120 kg 11 kg 168 kg 100 kg 70 kg 10 kg ~ 10 kg 4 × 4,6 kg 4 × 4,7 kg 11 kg ? 4 kg 5,5 kg 1 kg 4 kg 2,7 kg/1 kg 4 kg 1 kg                                                                 | SSO | Erfolg |
| 11. April 2018 22:34 | PSLV-XL | C41 | SHAR FLP | IRNSS-1I | Navigationssatellit | 1425 kg | Sub-GTO | Erfolg |
| 16. Sep. 2018 16:38 | PSLV-CA | C42 | SHAR FLP | NovaSAR-S SSTL S1-4 | Erdbeobachtungssatellit | 445 kg 444 kg | SSO | Erfolg |
| 29. Nov. 2018 4:27 | PSLV-CA | C43 | SHAR FLP | HySIS BlackSky Global 1 Lemur-2 84-87 16 × Flock-3r CICERO 8 HSAT 1 Hiber 1 Centauri 2 Kepler 1 (CASE) FACSAT 1 InnoSat 2 Reaktor Hello World 3Cat 1 | Erdbeobachtungssatellit 4 × Meteorologie, AIS Erdbeobachtungssatelliten Erdbeobachtungssatellit Technologieerprobungssatellit Kommunikationssatellit Technologieerprobung/Erdbeobachtung Technologieerprobungssatellit Technologieerprobung/Erdbeobachtung Technologieerprobungssatellit | 380 kg 65 kg 4 × 4,6 kg 16 × 4,7 kg ~ 10 kg 13 kg ? 4 kg 2 kg 1,2 kg | SSO | Erfolg |
| 2019 | | | | | | | | |
| 24. Jan. 2019 18:07 | PSLV-DL | C44 | SHAR FLP | Microsat-R Kalamsat-V2 | Testsatellit für Abschuss Technologieerprobungssatellit | 740 kg 1,2 kg | SSO | Erfolg |
| 1. April 2019 03:57 | PSLV-QL | C45 | SHAR SLP | EMISAT 20× Flock-4a Lemur-2 96-99 Astrocast 0.2 Aistechsat 3 BlueWalker 1 M6P AIS/APRS/ARIS | Aufklärungssatellit Erdbeobachtungssatellit Meteorologie, AIS Technologieerprobung/Kommunikation Technologieerprobung/ADS-B Technologieerprobung/Kommunikation Technologieerprobungssatellit Nutzlasten an der PS4 Oberstufe befestigt | 436 kg 20 × 4,7 kg 4 × 4,6 kg 3,8 kg 2,3 kg 10 kg 6,8 kg ? | SSO | Erfolg Bluewalker 1 und M6P wurden in eine zu niedrige Umlaufbahn ausgesetzt. |
| 22. Mai 2019 00:00 | PSLV-CA | C46 | SHAR FLP | Risat-2B | Erdbeobachtungs- und Aufklärungssatellit | 615 kg | LEO | Erfolg |
| 27. Nov. 2019 03:58 | PSLV-XL | C47 | SHAR SLP | Cartosat-3 12× Flock 4p Meshbed | Erdbeobachtungssatellit/Aufklärung Erdbeobachtungssatelliten Antennenerprobung | 1625 kg 12 × 4,7 kg 4,5 kg | SSO | Erfolg |
| 11. Dez. 2019 09:55 | PSLV-QL | C48 | SHAR FLP | Risat-2BR1 QPS-SAR 1 Lemur-2 108-111 1HOPSat TD Tyvak-0129 Duchifat 3 Nanova (Tyvak-0092) | Erdbeobachtungssatellit/Aufklärung Erdbeobachtungssatellit 4× Meteorologie, AIS Erdbeobachtungssatellit Technologieerprobungssatellit Technologieerprobung/Erdbeobachtung Technologieerprobung/Kommunikation | 628 kg ~ 100 kg 4 × 4,6 kg 22 kg 11 kg 2,3 5 kg | LEO | Erfolg |
| 2020 | | | | | | | | |
| 7. Nov. 2020 09:37 | PSLV-DL | C49 | SHAR FLP | Risat-2BR2 (EOS 01) KSM 1A–1D Lemur-2 126-129 M6P 2 (LacunaSat 2, R2) | Erdbeobachtung/Aufklärung 4 Aufklärungssatelliten 4 Erdbeobachtungssatelliten Technologieerprobung/Kommunikation | 630 kg ? 4 × 4,6 kg ? | LEO | Erfolg |
| 17. Dez. 2020 10:11 | PSLV-XL | C50 | SHAR SLP | CMS-01 (GSAT 12R) | Kommunikationssatellit | 1425 kg | GTO | Erfolg |
| 2021 | | | | | | | | |
| 28. Feb. 2021 04:54 | PSLV-DL | C51 | SHAR FLP | Amazônia-1 12× Spacebee SAI-1/NanoConnect 2 SindhuNetra Satish Dhawan Sat (SDSAT) JITsat (UNITYSat 1) GHRCEsat (UNITYSat 2) Sri Shakthi Sat (UNITYSat 3) | Erdbeobachtungssatellit Kommunikationssatelliten Technologieerprobungssatellit Forschungs- und Ausbildungssatellit Amateurfunksatellit | 637 kg 12 × 4,7 kg 2 kg 10 kg 1,9 kg ? | SSO | Erfolg |
| 2022 | | | | | | | | |
| 14. Feb. 2022 00:29 | PSLV-XL | C52 | SHAR FLP | EOS-04 INS-2TD INSPIREsat-1 | Erdbeobachtungssatellit Technologieerprobungssatellit Hochschulprojekt | 1710 kg 17,5 kg 8,1 kg | SSO | Erfolg |
| 30. Juni 2022 12:32 | PSLV-CA/ POEM | C53 | SHAR SLP | DS-EO NeuSAR SCOOB-1 | Erdbeobachtungssatellit Technologieerprobungssatellit | 365 kg 155 kg ? | | Erfolg |
| 26. Nov. 2022 06:26 | PSLV-XL | C54 | SHAR FLP | Oceansat-3 (EOS 06) / BhutanSat Pixxel-TD 1 Astrocast 0301–0304 Thybolt 1, 2 | Erdbeobachtungssatellit Technologieerprobungssatellit Erdbeobachtungssatellit vier Kommunikationssatelliten zwei Technologieerprobungssatelliten | 1117 kg 18 kg 16,5 kg je 4 kg je 0,5 kg | SSO | Erfolg |
| 2023 | | | | | | | | |
| 22. April 2023 08:50 | PSLV-CA/ POEM | C55 | SHAR FLP | TeLEOS 2 Lumilite 4 POEM 2 | Erdbeobachtungssatellit Technologieerprobungssatellit Satellitenbus mit 7 Nutzlasten | 741 kg 16 kg ? | LEO | Erfolg |
| 30. Juli 2023 01:01 | PSLV-CA | C56 | SHAR FLP | DS-SAR VELOX-AM ARCADE SCOOB-II NuLIoN Galassia-2 ORB-12 Strider | Erdbeobachtungssatellit Technologieerprobungssatellit Experimentalsatellit Technologieerprobungssatellit | 23 kg 4 kg | 535 km, 5° | Erfolg |
| 2. Sep. 2023 06:20 | PSLV-XL | C57 | SHAR SLP | Aditya-L1 | Sonnenbeobachtungs-Sonde | 1475 kg | Lagrange-Punkt L1 | Erfolg |
| 2024 | | | | | | | | |
| 1. Jan. 2024 03:40 | PSLV-DL/ POEM | C58 | SHAR FLP | XPoSat POEM 3 | Forschungssatellit Satellitenbus mit 10 Nutzlasten | 469 kg ? | LEO | Erfolg |
| 5. Dez. 2024 10:34 | PSLV-XL | C59 | SHAR FLP | Proba-3 | Technologieerprobungssatellit | | LEO | Erfolg |
| 30. Dez. 2024 05:39 | PSLV-CA/ POEM | C60 | SHAR FLP | Spadex | 2 Technologieerprobungssatelliten | | LEO | Erfolg |
| 2025 | | | | | | | | |
| 18. Mai 2025 00:29 | PSLV-XL | C61 | SHAR FLP | EOS-09 | Erdbeobachtungssatellit | 1696 kg | SSO | Fehlschlag Versagen der dritten Raketenstufe |